# Кон, Норман
Но́рман Ру́фус Ко́лин Кон (англ. Norman Rufus Colin Cohn; 12 января 1915, Лондон, Великобритания — 31 июля 2007, Кембридж, Великобритания) — британский историк. Профессор Сассекского университета (1973-80, эмерит). Член Британской академии (1978). Автор монографий «Внутренние демоны Европы: расследование, навеянное великой охотой на ведьм» (второе издание Внутренние демоны Европы: демонизация христиан в средневековом христианском мире), «Погоня за Тысячелетним царством: революционные милленаристы и мистические анархисты Средневековья» и «Благословение на геноцид: миф о всемирном заговоре евреев и „Протоколах сионских мудрецов“».

## Биография
Родился в семье еврея и католички. Изучал лингвистику в колледже Крайст-Чёрч Оксфордского университета, который окончил и где затем занимался исследованиями до 1939 года. Служил в армии, в частности в разведке. После демобилизации в 1946—1951 года лектор французского в Университете Глазго. В 1951—1960 годах был профессором французского языка в Ирландии и Ньюкасле (в последнем — в Королевском колледже Даремского университета, до 1963 года).
С 1963 года директор университетского центра, в 1973—1980 годах — профессор Сассекского университета, затем эмерит.
В 1986—1989 годах — приглашённый профессор Королевского колледжа Лондона.
Был избран членом Британской академии по рекомендации Исайи Берлина.
Умер от болезни сердца.

## Интересные факты
Роберт Прайс отмечает, что в книге «Cosmos, Chaos and the World to Come: The Ancient Roots of Apocalyptic Faith» (1993) Кон представляет, что первым введшим в религию идею «Судного дня» («Страшного суда») был Зороастр.

## Семья
- Жена (1941—2004) — историк Вера Марковна Бройдо (1907—2004), дочь меньшевиков Марка Исаевича Бройдо (1877—1937) и Евы Львовны Гордон (1876—1941, расстреляна).
  - Сын — рок-критик и журналист Ник Кон.
- Вторая жена (2004—2007) — Марина Войханская.

## Научные труды

### Монографии
- «The Pursuit of the Millennium: Revolutionary Millenarians and Mystical Anarchists of the Middle Ages[англ.]» (1957)
- «Warrant for Genocide: The Myth of the Jewish World Conspiracy and the "Protocols of the Elders of Zion[англ.]». (1966)
- Europe's Inner Demons: An Enquiry Inspired by the Great Witch-Hunt[англ.] (1975) revised edition Europe’s Inner Demons: The Demonization of Christians in Medieval Christendom (2000)[5]
- Cosmos, Chaos and the World to Come: The Ancient Roots of Apocalyptic Faith (1993, revised edition 2001)[6]
- Noah’s Flood: The Genesis Story in Western Thought (1996)[7]

переводы на русский язык
- Кон Н. Благословение на геноцид: миф о всемирном заговоре евреев и „Протоколах сионских мудрецов“ = Warrant for Genocide: The Myth of the Jewish World Conspiracy and the "Protocols of the Elders of Zion" / Пер. с англ. С. С. Бычкова[прим. 1]; общая ред. и посл. Т. А. Карасовой и Д. А. Черняховского. — М.: Прогресс, 1990. — 248 с. — 25 000 экз.

### Очерки
- «The Horns of Moses», Commentary, vol. 3 (September 1958)
- «The Myth of the Jewish World Conspiracy: A Case Study in Collective Psychopathology», Commentary, vol. 41, no. 6 (June 1966) 35
- «Monsters of Chaos», Horizon: Magazine of the Arts, no. 4 (1972), 42
- «Permanence de Millénarismes», Le Contrat Social: revue historique et critique des faits et des idées, vol. 6, no. 5 (September 1962) 289
- «Adamo: the Distinguished Savage», The Twentieth Century, vol. 155 (January 1954), 263
- «The Saint-Simonian Extravaganza», The Twentieth Century, vol. 154 (July 1953), 354
- «The Magus of the North», The Twentieth Century, vol. 153 (January 1953), 283
- «The Saint-Simonian Portent», The Twentieth Century, vol. 152 (July 1952)
- «How Time Acquired a Consummation», in Apocalypse Theory and the End of the World (1995), 21-37(compilation)